# Scotoecus hirundo
Scotoecus hirundo là một loài động vật có vú trong họ Dơi muỗi, bộ Dơi. Loài này được de Winton mô tả năm 1899.